# Otto Heinrich Walliser
Otto Heinrich Walliser (Crailsheim 3 mars 1928- Göttingen 30 décembre 2010 ) est un paléontologue allemand.
En  1964, il décrit le genre de conodontes Pterospathodus.

## Publications
- (de) Walliser O.H., 1957. Conodonten aus dem oberern Gotlandium Deitschlands und der Karnischen Alpen. Hessisches Landesamt für Bodenforschung.
- (de) Walliser O.H., 1964. Conodonten des Silurs. Abhandlungen des Hessischen Landesamtes für Bodenforschung 41, pages 1-106.
- (en) Walliser O.H., 1966. Preliminary notes on Devonian, lower and upper Carboniferous Goniatites in Iran. Geological Survey of Iran, Reports.
- (de) Walliser O.H., 1966. Die Silur/Devon-Grenze. Nlb Geol Paldont Abh.
- (en) Alberti H., Groos-Uffenorde H., Streel M., Uffenorde H. & Walliser O.H., 1974. The stratigraphical significance of the Protognathodus fauna from Stockum (Devonian/Carboniferous boundary, Rhenish Schiefergebirge). Newsletters on Stratigraphy, 1 Oct. 1974, Volume 3, Number 4, pages 263-276.
- (en) Walliser O.H., 2012. Global Events and Event Stratigraphy in the Phanerozoic: Results of the International Interdisciplinary Cooperation in the IGCP-Project 216 “Global Biological Events in Earth History”. Springer Science & Business Media, 6 déc. 2012 - 333 pages.